# تفت (تگزاس)
تفت، تگزاس(به انگلیسی: Taft, Texas) شهری در ایالت تگزاس از ایالات جنوبی ایالات متحده آمریکا است. در سرشماری سال ۲۰۰۰، جمعیت این شهر ۳۳۹۶ نفر اعلام شد.